# 제80회 베네치아 국제 영화제
제80회 베네치아 국제 영화제(80th Venice International Film Festival)는 2023년 8월 30일부터 9월 9일까지 이탈리아 리도디베네치아에서 개최되었다.
에도아르도 데 안젤리스 감독의 <코망단테>(Comandante)는 8월 30일 영화제 개막작으로 선정됐다. 루카 구아다니노의 챌린저스 (영화)(Challengers)는 원래 영화제 개막작으로 세계 초연될 예정이었으나 MGM/아마존은 진행 중인 2023년 SAG-AFTRA 파업으로 인해 이를 철회하고 개봉을 연기하기로 결정했다. 후안 안토니오 바요나의 안데스 설원의 생존자들은 9월 9일에 영화제를 마감했다.
미국 영화감독 데이미언 셔젤(Damien Chazelle)이 본경쟁 심사위원장을 맡았고, 프랑스 영화감독 알리스 디오프가 루이지 드 로렌티스 데뷔 장편 부문 심사위원장을 맡았고, 이탈리아 영화감독 조나스 카르피냐노(Jonas Carpignano)가 오리종티 부문 심사위원장을 맡았다.
베니스의 예술 감독인 알베르토 바르베라는 모든 배우가 영화 홍보 활동에 참여할 수 없도록 하는 파업 규정으로 인해 2023년 SAG-AFTRA 파업이 제때 해결되지 않으면 페스티벌에 영향을 미칠 가능성이 높다는 점을 인정했다. 그럼에도 불구하고, 평소보다 적은 수의 헐리우드 스타들이 참석했음에도 불구하고 페스티벌은 진행되었고, 모든 섹션에서 유럽 타이틀의 증가가 예상되었다. 코언 형제의 드라이브어웨이 돌스와 같이 베니스에서 초연될 것으로 예상되는 일부 수상 시즌 인기 타이틀의 세계 초연이 결국 지연되었다. 파업이 진행되는 동안 일부 미국 영화는 마에스트로 번스타인의 감독/작가/프로듀서이자 배우인 브래들리 쿠퍼를 포함하여 세계 초연의 레드카펫에 출연진의 부재를 발표했다.
이탈리아 감독 릴리아나 카바니와 중국/홍콩 배우 양조위가 영화제 기간 동안 평생공로상 황금사자상을 수상했다.